# Björn M. Ólsen
Björn Magnússon Ólsen, född den 14 juli 1850 på Þingeyrar i Húnavatnssyssla på norra Island, död i januari 1919, var en isländsk språk- och litteraturforskare. 

## Biografi
Ólsen blev student från Reykjaviks latinskola 1869, candidatus philologiae vid Köpenhamns universitet 1877, 1879 adjunkt vid latinskolan i Reykjavik, vann 1883 doktorsgrad med avhandlingen Runerne i den oldislandske Litteratur och var 1895–1904 rektor vid samma läroverk. Vid Islands universitet var Ólsen sedan dess grundläggning 1911 professor i isländska språket och kulturhistorien. Sedan 1894 var han ordförande i Isländska litteratursällskapet och sedan 1912 ledamot av Vetenskaps- och vitterhetssamhället i Göteborg. Han var korresponderande ledamot av Vitterhetsakademien (1915).
Ólsen stod i främsta ledet bland sin tids nordiska språkforskare. Bland de många vetenskapliga arbeten han offentliggjorde torde den grundliga undersökningen av Sturlungasagan, dess tillkomst och beståndsdelar (Um Sturlungu, i Safn til sögu Íslands, III, 1897–1898) vara det främsta. Vidare böra nämnas hans avhandlingar om Are frode (i "Timarit hins isl. bókmentafjelags" X samt i "Aarböger for nordisk oldkyndighed og historie", 1885 och 1893), hans kommenterade upplaga av "Den tredje og fjerde grammatiske afhandling i Snorres Edda" (1884), hans intressanta och värdefulla, fastän delvis rätt omtvistliga historiska studie Um kristnitökuna árið 1000 (Om kristendomens införande år 1000; i "Andvari" 1900) samt Um upphaf konungsvalds á Íslandi (1908) och Enn um upphaf konungsvalds á Íslandi (1909).
I avhandlingarna Hvar eru Eddu-kvæðin til orðin? och Svar til dis Finns Jónssonar (i "Timarit hins isl. bókm. fjelags", 1894 och 1895) söker han bevisa Eddakvädenas isländska ursprung. Slutligen må framhållas hans undersökningar av förhållandet mellan "Landnámabók" och olika islänningasagor (i flera av de senare årgångarna av "Aarböger" etc.) samt uppsatsen Er Snorri höfundur Egilssögu? (i Isländska litteratursällskapets årsbok "Skirnir", LXXIX), där han söker göra troligt, att Snorre Sturlasson skrivit denna den yppersta av islänningasagorna. Under många år var Ólsen sysselsatt med samlingar till en stor nyisländsk ordbok. 
Ólsen var, skriver Rolf Nordenstreng i Nordisk familjebok, "grundlig kännare af den isländska litteraturen och snillrik forskare, som visserligen emellanåt har mycket djärfva hugskott, samt ypperlig stilist. I Islands politik har O. spelat en ej ringa roll, dels som kungavald led. af alltingets öfre afdelning, dels som författare till politisk-historiska skrifter. Han har gång på gång uppträdt emot de fantastiska planerna på Islands skiljande från det danska riket."